# Indosiar
PT Indosiar Visual Mandiri, conegut comunament com a Indosiar, és una cadena de televisió indonesia gratuïta. Emet a tot el país per UHF i es pot rebre a tot l'arxipèlag indonesi en televisors analògics PAL, establerts l'11 de gener de 1994, i es va emetre des de l'11 de gener de 1995. És propietat d'Elang Mahkota Teknologi des del 2011 i, finalment, opera sota la seva filial de Surya Citra Media des de l'1 de maig de 2013.